# Нікос Мораїтіс
Нікос Мораїтіс (грец. Νίκος Μωραΐτης, 1973 рік, Афіни) — сучасний грецький поет, журналіст.

## Біографія
Народився в Афінах в 1973 році. Він вивчав право в Афінському університеті. Працює журналістом. Текст для своєї першої пісні написав у 1997 році, це була «Τα Χάρτινα» (укр. «Папір»), яку виконала Дімітра Галані. Він написав понад 150 текстів для пісень, які виконували: Елефтерія Арванітакі, Харіс Алексіу, Дімітріс Мітропанос, Йоргос Даларас, Антоніс Ремос, Янніс Котсирас, Пасхаліс Терзіс, Деспіна Олімпіу, Міхаліс Хатзіянніс, Янніс Паріос, Костас Македонас, Вікі Мосхоліу, Глікерія, Меліна Асланіду, Ралліа Христиду, Алкістіс Протопсалті, Йоргос Карадімос, Андріана Бабалі, Елеонора Зуганелі, Сакіс Рувас, Дімос Анастасіадіс.

## Нагороди
До найпопулярніших пісень Нікоса Мораїтіса належать: «Χέρια Ψηλά», «Δεν φεύγω», «Όλα ή τίποτα» (перший виконавець — Міхаліс Хатзіянніс); «Παράφορα» (Сакіс Рувас); «Τέρμα η ιστορία», «Εκατό φορές κομμάτια», «Κομμένα πια τα δανεικά», «Κλειστά τα στόματα» (Антоніс Ремос); «Ο άγγελός μου», «Όλα ή τίποτα», «Εγώ για σένα» та багато інших.
- Пісня «Ο άγγελός μου» (укр. «Ангел мій») отримала нагороду «Пісня року» в Arion Music Awards 2005, Найкращий відеокліп Mad Video Music Awards 2005.[1]
- Пісня «Δε φεύγω» (укр. «Не піду») — Пісня року на Кіпрі Music Awards 2007, премія Arion 2007, приз за найкращий саундтрек в серіалі «Πρόσωπα 2007» (укр. «Обличчя 2007»).
- «Όλα ή τίποτα» (укр. «Все або нічого») — Пісня Року Arion Awards 2007; Найкращий поп відеокліп, Найкращий відеокліп серед виконавців-чоловіків у 'Mad Video Music Awards 2007.[2]
- «Χέρια Ψηλά» (укр. «Вище руки») — пісня десятиліття 2000–2009 за офіційними даними IFPI за кількістю продажів та радіопередач.
- «Δε μιλώ για μια νύχτα εγώ» — Найкращий відеокліп Entexno Mad Video Music Awards 2009.[3]
- Mad Video Music Awards 2011 — пісня «Κομμένα πια τα δανεικά» — премія за найкращій текст Mad Video Music Awards 2011 року; «Παράφορα» — Найкращий поп відеокліп і Пісня року[4].